# Resident Evil 6
Resident Evil 6, chamado no Japão de Biohazard 6 (バイオハザード 6, Baiohazādo Shikkusu), é um videojogo do gênero ação jogado em terceira pessoa desenvolvido e publicado pela Capcom. Apesar do nome é o nono jogo da série principal Resident Evil e foi lançado em 2 de outubro de 2012 para PlayStation 3 e Xbox 360. A versão para Microsoft Windows foi lançada no dia 22 de março de 2013. O game também ganhou uma versão completa com todas as DLC para PlayStation 4 e Xbox One em 29 de março de 2016.
A história é contada a partir das perspectivas de Chris Redfield, membro e fundador da BSAA traumatizado por ter falhado em uma missão; Leon S. Kennedy, um sobrevivente de Raccoon City e agente especial do governo; Jake Muller, filho ilegítimo de Albert Wesker e associado de Sherry Birkin; e Ada Wong, uma agente solitária com ligações aos ataques bio-terroristas pela Neo-Umbrella.
O conceito do jogo começou em 2009, mas começou a ser produzido no ano seguinte sobre a supervisão de Hiroyuki Kobayashi, que já tinha produzido Resident Evil 4. A equipe de produção acabou por crescer e tornou-se na maior de sempre a trabalhar num jogo da série Resident Evil. Resident Evil 6 foi apresentado durante uma campanha de divulgação viral na página NoHopeLeft.com.
Resident Evil 6 recebeu críticas negativas aquando do lançamento da demo devido aos problemas nos controles e críticas muito diversas devido à mudança drástica da jogabilidade encontrada na versão final do jogo, sendo um ponto de elogio e também de contraste nas diferentes análises. Os sites de críticas agregadas GameRankings e Metacritic deram à versão PlayStation 3 73,55% e 74/100, à versão Xbox 360 69,03% e 67/100 e à versão PC 68,73% e 68/100, respectivamente. Apesar de não ter sido bem recebido tanto pela imprensa especializada como pelos jogadores, Resident Evil 6 vendeu mais de 5,2 milhões de unidades, tornando-se no terceiro jogo mais vendido de sempre da Capcom, depois de Resident Evil 5 e Street Fighter II.

## Jogabilidade

Cada uma das campanhas possui a sua própria estética para o HUD. Na imagem a de Leon (esquerda).

Resident Evil 6 permite aos jogadores seleccionar três campanhas interligadas por diferentes enredos. Os personagens jogáveis, os três protagonistas principais - Leon S. Kennedy, Chris Redfield e Jake Muller - têm os seus próprios parceiros, similar a jogos anteriores da série. Uma quarta campanha fica desbloqueada depois do jogador ter acabado as outras três, em que se joga com Ada Wong (sem parceiro). O parceiro foi adicionado posteriormente 
Os parceiros ou são controlados pela IA ou por outro jogador humano via multijogador online ou local. No modo campanha, o jogador pode permitir a entrada de outro a qualquer altura do jogo, sendo que os inventários de cada um são agora separados.
Os jogadores podem apanhar itens e mudar de armas em tempo real. O jogo também permite aos jogadores deslocarem-se e apontarem a arma ao mesmo tempo, algo que só existia em Resident Evil: Outbreak File 2. Uma nova características tem a forma de pequenas placas, na qual os jogadores podem recuperar energia apenas ao carregar num botão. As placas podem ser fabricadas coleccionando ervas. Se a personagem fica sem energia, o jogador terá um tempo curto para tentar defender-se enquanto o seu parceiro o revitaliza de novo. Se o jogador é morto, o jogo regressa ao último ponto de controlo.
O jogo tem vários tipos de inimigos principais incluindo o regresso dos zombies e os novos J'avo. Ao contrário dos zombies, os J'avos conseguem interagir entre eles de forma a planear certos ataques, conseguem usar armas e até curarem-se a si próprios.
Alguns inimigos deixam cair "pontos de perícia" quando morrem, que podem depois ser gastos para melhorar as armas. Existem vários tipos de eventos que requerem diferentes abordagens, como disparar contra zombies, forçá-los a sair por uma porta, ou a tentativa de localizar umas chaves num veículo.
Durante o evento Captivate 2012 em Roma, a Capcom revelou que em Resident Evil 6 regressa o modo de multijogador, incluindo online e em ecrã dividido. Ao contrário de Resident Evil 5, o modo inclui a possibilidade de entrar e sair do jogo sem ser necessário regressar a pontos intermédios ou a recomeçar os capítulos.
A Capcom também confirmou o regresso do modo Mercenaries, em que os jogadores em modo cooperativo lutam contra inimigos. Ao contrário de jogos anteriores, Mercenaries com somente 3 cenários está disponível logo de início, não sendo necessário desbloquear. O jogador pode comprar mais cenários para o modo, Novo na série, o modo Agent Hunt permite aos jogadores controlar inimigos em jogos de outros jogadores.

## Sinopse

### Cenário
O ano é 2013 e o presidente dos Estados Unidos, Adam Benford, decidiu revelar a verdade por detrás do que aconteceu no incidente de 1998 na cidade de Racoon, com a esperança de acalmar o actual ressurgimento de atividades bioterroristas. Junto a ele está o seu amigo pessoal e sobrevivente do incidente de Racoon, Leon S. Kennedy, junto com a sua nova companheira Helena Harper, mas quando o local onde se encontram sofre um ataque bioterrorista, Leon é forçado a confrontar um presidente transformado e transfigurado levando-o a ter a sua maior decisão de sempre. Entretanto no estado da Europa de Leste de Edonia, Jake Muller, filho do eugenicista, virologista e bioterrorista Albert Wesker, foge das autoridades durante um ataque bioterrorista. Durante a aventura de Jake, este torna-se companheiro de Sherry Birkin, filha do falecido Dr. William Birkin - um companheiro de pesquisa de Albert. Enquanto isso Chris Redfield, membro da Bioterrorism Security Assessment Alliance, chega à cidade ficticia de Lanshiang (baseada em Hong Kong), também sob a ameaça de um ataque bioterrorista. Nenhum país está protegido contra estes ataques e aos surtos que se seguiram, a população de todo o mundo está unido por um medo comum: a falta de esperança.

### Personagens
Em Resident Evil 6 regressam os personagens principais Leon S. Kennedy (Matthew Mercer) e Chris Redfield (Roger Craig Smith). Leon e Chris tem novos personagens como parceiros: Helena Harper (Laura Bailey) e Piers Nivans (Christopher Emerson), respectivamente. O terceiro par jogável são Sherry Birkin (Eden Riegel) e o novo personagem, Jake Muller (Troy Baker), filho legítimo de Albert Wesker. Ada Wong (Courtenay Taylor) também é uma personagem jogável ao qual se junta a meio da campanha uma personagem misteriosa conhecida apenas como Agent. Também regressa Ingrid Hunnigan (Salli Saffioti), vista a última vez em Resident Evil 4 e que dá apoio a Leon. Um novo personagem, Derek C. Simmons (David Lodge), é um estreante na série. Outros personagens menores incluem o Presidente Adam Benford (Michael Donovan), Finn Macauley (Yuri Lowenthal) e Deborah Harper (Kate Higgins).

### Enredo
Em 24 de dezembro de 2012, Jake Muller, um mercenário do Exército de Libertação da nação eslava meridional de Edonia e filho do bio-terrorista Albert Wesker, foge das autoridades durante um dos ataques bio-terroristas. Jake cria uma parceria com Sherry Birkin, uma agente da Division of Security Operations (DSO) e sobrevivente de Raccoon City.
Ao mesmo tempo, Chris Redfield, capitão da Bio-terrorism Security Assessment Alliance (BSAA), e a sua equipe (incluindo o atirador furtivo Piers Nivans e o perito em demolições Finn Macaulay), lutam contra as Armas Bio-Orgânicas (BOWS) e contra os J'avo. No entanto são atacados por Ada Wong (que na verdade é sua clone Carla Radames), uma agente da Neo-Umbrella, que mata a maior parte da equipa BSAA usando um dispositivo que injecta o recentemente desenvolvido vírus-C, transformando-os em monstros, excepto Chris e Piers. Como consequência deste acontecimento, Chris auto exila-se, passando tempo a beber num bar. Entretanto, a extracção de Sherry e Jake de Edonia pela BSAA é sabotada por um BOW com o nome de código 'Ustanak', forçando o par a despenhar-se nas montanhas onde eventualmente serão capturados por Carla e feitos prisioneiros.
Em Junho de 2013, o presidente dos Estados Unidos, Adam Benford, decidiu revelar a verdade por detrás do que aconteceu no incidente de 1998 na cidade de Racoon, com a esperança de acalmar o actual ressurgimento de actividades bioterroristas. Junto a ele está o seu amigo pessoal e sobrevivente do incidente de Racoon, Leon S. Kennedy, junto com a sua nova companheira Helena Harper, mas quando o local onde se encontram sofre um ataque bioterrorista, Leon é forçado a confrontar o presidente agora infectado acabando por o matar. Helena leva Leon até à Catedral de Tall Oaks, no centro do surto de zumbis, com a intenção de salvar a sua irmã Deborah. Quando conseguem chegar a Deborah, ela já tinha sido infectada com o vírus-C, sendo forçada a matar a própria irmã. Pelo caminho os dois encontram á verdadeira Ada e Helena acaba por revelar a Leon que ela foi chantageada pelo assessor da Segurança Nacional, Derek Clifford Simmons, para o ajudar no assassinato do Presidente Benford. Helena também revela a ligação de Simmons com a Neo-Umbrella. Pouco depois de escaparem da Catedral, Tall Oaks é destruída por um ataque aéreo. Leon e Helena então decidem perseguir Simmons até Lanshiang, China, enquanto fingem as suas mortes com a ajuda de Ingrid Hunnigan. Enquanto isso, Jake e Sherry conseguem escapar do cativeiro em Lanshiang. Enquanto isso, Chris volta para a BSAA com Piers e uma nova equipa, chegando a Lanshiang sob a ameaça de um ataque bio-terrorista. Chris recupera de sua perda de memória causada por trauma físico durante a missão na Edonia e parte numa vingança contra Carla, resultando em várias mortes na sua equipe. Quando Chris e Piers finalmente cercam Carla, Leon intervém ; pensando que ela era a verdadeira Ada. Depois de serem informados por Leon, Chris e Piers perseguem Carla até um porta-aviões, destruindo mísseis carregados com o vírus-C, enquanto um assassino, aparentemente, mata Carla.
Leon, Helena, Sherry e Jake enfrentam Simmons acerca do seu envolvimento nos focos da doença,enquanto um J'avo, aplica uma vacina do vírus no pescoço de Simmons, aí Sherry, secretamente, entrega a Leon os dados médicos de Jake, para o caso de ser capturada. Leon e Helena encurralam Simmons em cima de um comboio, onde este confessa que matou o Presidente para o impedir de revelar a verdade sobre Raccoon City, o que levou a que os Estados Unidos perdessem a sua autoridade então, Simmons vira um monstro. Os dois derrotam um Simmons mutante enquanto Sherry e Jake são capturados. Ao tentarem sair da cidade, Leon e Helena são avisados por Chris que um míssil foi lançado, mas que é tarde demais para o parar. Leon então revela a Chris a verdadeira identidade de Jake e ambos (Chris e Piers) partem para uma remota plataforma petrolífera, na tentativa de resgatar Jake e Sherry. Com a ajuda de verdadeira Ada, Leon e Helena finalmente conseguem matam Simmons pela segunda vez, antes de escaparem com as provas dadas por Ada sobre os crimes de Simmons, provas essas que também ilibam Helena.
Na plataforma petrolífera, Chris e Piers dirigem-se para níveis inferiores, e conseguem libertar Jake e Sherry, antes de prevenirem um ataque em larga escala de BOW a partir daquela localização. Quando se encontram por instantes, Jake tenta matar Chris, mas resiste à tentação, dizendo que há coisas mais importantes do que a sua sede de vingança. Jake e Sherry conseguem matar 'Ustanak' durante a fuga, e recuperam uma boa provisão de vacinas contra o vírus-C, enquanto Chris e Piers lutam contra Haos, o anfitrião BOW. Gravemente ferido e numa tentativa desesperada de salvar Chris, Piers injecta-se com uma amostra do vírus-C, para ajudar a mudar o rumo que a batalha estava a ter, derrotando Haos temporariamente antes de evacuarem. Consciente de que a mutação iria piorar, Piers sacrifica-se a si próprio ao empurrar Chris para um barco de evacuação e assegurando-se da destruição da base da Neo-Umbrella.
É revelado que a Ada Wong que interage com Chris e Piers é realmente uma doppelgänger, uma cientista chamada Carla Radames. A verdadeira Ada Wong estava a ajudar Leon e Helena para matar Simmons pela terceira vez, depois ela destrói o laboratório da Neo-Umbrella em Langshiang. Apesar de considerada falecida, Carla tenta um último ataque contra a verdadeira Ada, depois de se ter injectado a si própria com uma dose muito forte do C-vírus, mas é morta.Leon e Helena lutam contra Simmons novamente, Ada chega ao laboratório onde o seu clone foi desenvolvido e destrói tudo. Entretanto recebe uma chamada de alguém, aceitando uma nova missão.
Leon e Helena estão dispensados de qualquer missão; Jake começa uma nova vida a lutar contra BOWs num país subdesenvolvido, com a sua verdadeira identidade protegida pela BSAA; Chris continua na BSAA a liderar uma nova equipa, a tentar ultrapassar a sua culpa.

## Desenvolvimento
O conceito do jogo começou logo a ser desenvolvido pouco depois do lançamento de Resident Evil 5 e entrou em produção em 2010. Jun Takeuchi, produtor de Resident Evil 5, disse que foi considerado um "sistema completamente novo" para Resident Evil 6, mas mais tarde retirou-se da produção do jogo. Em março de 2009, o co-produtor Masachika Kawata afirmou que o novo capítulo ainda não estava decidido e que podia demorar oito anos a ser produzido pela Capcom. Fontes familiares ao projecto indicaram que a série iria regressar às suas raízes e que seria "brutalmente assustador."
Uma interpretação do logótipo de Resident Evil 6 foi visto pela primeira vez na San Diego Comic-Con em 22 de julho de 2011 acompanhado de uma data, 15 de setembro de 2011, alimentando especulações de que o jogo seria formalmente anunciado na Tokyo Game Show nesta data. Apesar dos rumores convincentes, não houve confirmação oficial de Resident Evil 6 no Tokyo Game Show de 2011.
Numa entrevista, o produtor Yoshiaki Hirabayashi afirmou que Resident Evil 6 tem a maior equipe de produção da história da série. Ele deu um número específico de cerca de 150 pessoas, mas observou que quando são adicionadas todas as pessoas que estão contribuindo na produção, o número chega a mais de 600, fazendo de Resident Evil 6 a maior produção de sempre da Capcom.
A equipa de produção queria dar ao jogo um novo cenário e o director Eiichiro Sasaki tinha o desejo que o jogo decorresse na China. Enquanto que a nação fictícia de Edonia não foi modelada a partir de qualquer pais europeu, foi-lhe no entanto dado uma aparência europeia. O personagem Jake foi criado para atrair novos fãs.
Foi desenvolvido durante dois anos e o vídeo de lançamento foi revelado a 19 de janeiro de 2012. O desenvolvimento do jogo foi liderado por Hiroyuki Kobayashi, que foi indicado pela Capcom para ter como objetivo o de "proporcionar o mais impressionante título Resident Evil de sempre, tanto em termos de escopo como em valores de produção." A Capcom também observou que o jogo foi feito para ser "um passo de gigante em frente na evolução da série."
Em março de 2012, durante a Game Developers Conference em San Francisco, Christian Svensson, vice-presidente sénior da Capcom, numa entrevista à GameInformer afirmou que Resident Evil 6 "será o maior jogo de sempre da série". A 1 de abril de 2012, um segundo vídeo foi lançado detalhando um pouco mais o enredo do jogo, e revelou que a mulher loira do vídeo inicial é Sherry Birkin, uma personagem original de Resident Evil 2, juntamente com Jake Muller. Ada Wong também foi mostrada a perseguir Jake Muller por causa do "seu sangue especial" e informando-o que ele era o filho de Albert Wesker, que ele vai percebendo lentamente ao longo da história. É também revelado que desta vez, Ada irá assumir o papel de antagonista. O vídeo também revelou a informação que o lançamento do game para as os consoles foi movido de 20 de novembro para 2 de outubro de 2012, já no Brasil o lançamento que era previsto para 10 de outubro foi mudado para 4 do mesmo mês.
Em maio de 2012, a Capcom anunciou que esperava vender até ao fim desse ano fiscal 7 milhões de cópias de Resident Evil 6. Em agosto de 2012, a Capcom revelou que Resident Evil 6 iria ter um novo modo multijogador com o nome Agent Hunt, que permite aos jogadores controlar os zombies J'avo. Também foi revelado que Ada Wong é uma personagem jogável e que a sua campanha sobrepõe-se com as histórias dos outros personagens. O jogador terá de acabar as outras três campanhas disponíveis para poder jogar com Ada. A 20 de agosto de 2012 a Capcom revelou que Resident Evil 6 entrou na fase "gold" de produção. Ficou também confirmado que a plataforma ResidentEvil.net será lançada no mesmo dia do jogo. ResidentEvil.net é uma aplicação gratuita que permite à comunidade de jogadores comparar dados, estatísticas, participar em eventos bem como outras funcionalidades. A aplicação só estará disponível com uma cópia de Resident Evil 6.
A 31 de agosto de 2012, várias cópias do jogo foram postas à venda por um retalhista na Polónia. Em resposta a Capcom esclareceu que as unidades vendidas na Polónia são cópias que foram roubadas da versão PlayStation 3 alemã.
A poucos dias antes do lançamento do jogo, os diretores do jogo, Eiichiro Sasaki e Yoshiaki Hirabayashi, deram uma entrevista ao 1UP, onde disseram que uma das metas a serem atingidas com Resident Evil 6 foi criar um jogo cujo género misturasse "horror" e "entretenimento", pois "Nós percebemos que há uma parte da população, lá fora, que gosta de entretenimento, mas não necessariamente horror. Eles são espantados pelo horror. Então como podemos combinar os dois, de modo que possamos trazer pessoas que, normalmente, têm aversão a coisas de horror? Como podemos trazê-las e lhes permitir que gostem disso? Essa foi a primeira meta do jogo", assim como eles também queriam um 'jogo grande', com diferentes protagonistas e várias localidades. Sobre a quantidade de personagens, Sasaki disse que "Antes de termos qualquer coisa decidida no jogo, de termos quaisquer elementos de jogabilidade, do roteiro em si, da história, qualquer coisa, o que eu tinha era a arte conceitual de Leon e Chris. Aquela cena em que eles se enfrentam cara a cara. Essa foi a primeira coisa que arranjei para esse jogo. Assim que tivemos a autorização para usá-los no jogo, era apenas um problema de criar e estruturar um elenco ao redor deles, e encontrar aqueles que se encaixariam perfeitamente nisso".

## Marketing e lançamento

### Bónus de pré-reserva
Em abril de 2012 a Capcom revelou exclusivos de pré-reserva para Resident Evil 6. Um mapa exclusivo para o modo Mercenaries ficou disponível para clientes que fizeram a pré-reserva do jogo na Amazon, Best Buy ou GameStop. Os clientes da GameStop recebem o mapa The Catacombs (catacumbas com armadilhas), na Amazon os clientes receberam o mapa High Seas Fortress (um navio), na Best Buy foi oferecido o mapa Rail Yard (um metropolitano em Tall Oaks).

### Edições especiais

Conteúdo da Resident Evil 6: Collector's Edition.

Em abril de 2012 a Capcom anunciou a Premium Edition de Resident Evil 6 para a Xbox 360 e PlayStation 3. Inclui uma cópia do jogo, quatro capas diferentes - uma de Leon, de Chris, de Jake e outra aleatória - e uma réplica do casaco de cabedal usado por Leon no jogo, disponível em quatro tamanhos. A Premium Edition está apenas à venda no Japão e limitada a 5000 unidades.
Em junho de 2012 a Capcom anunciou duas edições de Resident Evil 6. As colectâneas Resident Evil 6 Archives e Resident Evil 6 Anthology foram lançadas respectivamente para Xbox 360 e PlayStation 3 a 2 de outubro de 2012. O conteúdo para PlayStation 3 tem uma cópia de Resident Evil 6, além de cartões para transferência de Resident Evil: Director's Cut, Resident Evil 2, Resident Evil 3: Nemesis, Resident Evil 4 HD e Resident Evil 5: Gold Edition. O conteúdo para Xbox 360 traz três discos. Dois são a cópia de Resident Evil 6, enquanto outro é uma cópia em DVD de Resident Evil: Degeneration. Contém ainda os cartões para transferência de Resident Evil 4 HD, Resident Evil 5: Gold Edition e Resident Evil CODE: Veronica HD.
A Capcom também anunciou a Resident Evil 6: Collector's Edition para a Europa. A edição inclui uma copia do jogo, um Zombie Steelbook, um livro em capa dura com a arte conceptual feita para Resident Evil 6, códigos DLC para avatar (Xbox 360) e tema dinâmico (PlayStation 3) de Resident Evil 6, uma sweatshirt única da Ivy University (tamanho único) e uma pasta com os três emblemas de cada uma das equipas das personagens principais assinada pelos criadores do jogo. Todo o conjunto vem dentro de um cubo "Needle Bomb".
Adicionalmente, também foi revelada uma edição limitada em caixa de aço, para Xbox 360 e PlayStation 3.

### Demonstração
A demonstração jogável de Resident Evil 6 foi lançada na PlayStation Network e na Xbox Live Marketplace a 4 de Setembro de 2012, mas acabou por ser adiada para dia 18 de Setembro. 60 dias de acesso antecipado à demonstração foram incluídos com a versão Xbox 360 do jogo Dragon's Dogma, concedendo acesso aos proprietários a 3 de julho de 2012. A demonstração inclui três missões, uma para cada um dos protagonistas; Leon S. Kennedy, Chris Redfield e Jake Muller, filho de Albert Wesker, para além de incluir modo cooperativo online.
A demo de Resident Evil 6 não foi bem recebida pelos críticos, em resultado disso a Capcom revelou uma versão diferente da demonstração durante a San Diego Comic-Con 2012, modificando várias características da sua jogabilidade.

### Conteúdo transferível
Pouco depois do lançamento do jogo, foram colocados no YouTube vídeos que mostravam que havia no disco do jogo ficheiros de conteúdo transferível bloqueado. A noticia não foi bem recebida pelos fãs e a Capcom respondeu que "Apesar da maioria dos DLC não estar presente no disco, existe um pequeno conteúdo que, por razões técnicas, necessita da combinação de dados recentemente descarregados e dados já incluídos na versão final do jogo" e que os "conteúdos adicionais bloqueados presentes no disco são gratuitos." Na mesma declaração a empresa afirmou que o conteúdo transferível ainda não foi anunciado e que será "revelado nos próximos meses."
Poucos dias depois foi revelado no blog Capcom Unity que os dois conteúdos gratuitos para transferir incluídos no disco são desbloqueados com actualizações do jogo; um novo modo de dificuldade (No Hope) e um parceiro cooperativo para a campanha de Ada Wong. Adicionalmente, a actualização inclui a campanha de Ada logo de início, sem ser necessário desbloquear. No dia 4 de dezembro, um novo conteúdo foi disponibilizado para o jogo, o "Map Pack A" que inclui dois novos mapas para o modo "The Mercenaries": "Requiem for War" e "Liquid Fire". O lançamento do "Map Pack B", foi em 2013 e trouxe os mapas "Rooftop Mission" e "Creature Workshop".
No dia 18 de dezembro, os modos "Onslaught", "Predator" e "Survivors" também foram disponibilizados para transferir, com exclusividade temporária para Xbox 360. Junto com os três novos modos para "The Mercenaries", surgiu também, novos guias de conquistas relacionados a cada um. A Capcom revelou que o modo "Siege" que estava previsto para ser lançado junto com os modos "Predator" e "Survivors", foi substituído pelo modo Onslaught. A Capcom afirmou também que no dia 22 de janeiro de 2013, o jogo receberia uma nova actualização, onde o modo Agent Hunt seria livre desde o início do jogo e receberá mudanças na marcação de partidas, como selecção de estágios, região e configurações de campanha, mais divisões na selecção de fases, com trechos mais específicos dentro dos capítulos principais (similar a Resident Evil 5), a função QTE Assist passa a estar presente em todos os níveis de dificuldade e os trechos do jogo terão a dificuldade ajustada para tornar a experiência mais balanceada.
A 4 de abril de 2013 foi editado para a versão PC um conteúdo adicional inspirado em Left 4 Dead 2, adicionando os personagens principais, juntamente com dois monstros de Left 4 Dead 2 para o modo The Mercenaries: No Mercy, exclusivo da versão PC de Resident Evil 6. Três monstros de Resident Evil 6 também foram adicionados para a versão PC de Left 4 Dead 2.

### RE.NET.com
Resident evil 6 foi o primeiro jogo a integrar a RE.NET.com, que é um site onde os jogadores podem conferir seus Progressos, ver os dias dos eventos que liberam personagens ou qualquer outra forma de bônus, conhecer outros jogadores.

## Recepção

### Criticas profissionais
Resident Evil 6 teve por parte dos críticos uma recepção muito diversa. Os sites de críticas agregadas GameRankings e Metacritic deram à versão PlayStation 3 73.55% e 74/100, à versão Xbox 360 69.03% e 67/100 e à versão PC 68.73% e 68/100, respectivamente.
A Official PlayStation Magazine foi uma das primeiras publicações a fazer a análise ao jogo, dando-lhe a pontuação de 7/10, elogiando a história mas dizendo que os "zombies regressaram, mas fazem pouco para agradar". A Game Informer deu a pontuação de 8,75/10, elogiando particularmente o cooperativo e dizendo que "as pequenas falhas do jogo não superam a decadente experiência de ser um passeio de montanha-russa." A Official Xbox Magazine UK conclui a sua análise dizendo que "um shooter bem concluído no seu todo, e uma boa rampa de lançamento para as próximas gerações de Resident Evil", elogiando a duração e variedade da história. A GameTrailers fez notar que o jogo se afasta do tom dos jogos passados mas no entanto fizeram notar que "a velha identidade foi afastada, e o que restou foi um enorme jogo de acção que tenta chegar a todas as influências e vez de criar novas, no entanto comparado com outros contemporâneos continua a ser um quase um jogo de topo na sua classe." A IGN foi favorável apenas no design do jogo dizendo que tem como pontos fortes o "mundo, luz, e desenho das criaturas", fazendo notar que os novos inimigos têm "um dos melhores designs da história da série."
A GamesRadar elogiou as melhorias nos controlos sobre o seu antecessor com a "ênfase colocada na fluidez dos movimentos-- contrário aos controlos rígidos dos jogos anteriores" mas criticando o sistema de cobertura "que nunca parece trabalhar (mas, felizmente, não é realmente necessário)." O The Escapist disse que o jogo "melhorou depois das falhas técnicas do antecessor, como o sistema de inventário, que é mais fluido", e que o companheiro controlado pela IA "faz um trabalho decente de ajuda e luta em vez de apenas olhar para ti", mas também criticou o sistema de cobertura, chamando-o "a nova característica mais facilmente esquecível."
Jose Otero, da 1UP, afirma que Resident Evil 6 sofre de uma crise de identidade. Ele criticou as mecânicas do jogo dizendo que "a quantidade de espaço que o personagem ocupa no ecrã é um grande problema" e afirmando que "raramente constitui um desafio adequado" e "que a infeliz verdade é que a Capcom ainda não encontrou uma maneira de assustar os jogadores oito anos depois de RE4". Brad Shoemaker, da GiantBomb, deu a pontuação de 2/5 criticando muito os controlos. "Jogar RE6 é como sofrer uma morte de mil cortes", disse. Afirmou ainda que "Resident Evil 6 pode ser o pior jogo mais ricamente produzido da história" e que é "um desastre de grande orçamento" e apesar de ter tido muitos talentos na sua produção "não podes deixar de imaginar como é que o resultado acabou por ficar tão mau". Ele conclui dizendo que "Resident Evil 6 tem alguns momentos de excelência, mas vais passar tanto tempo com as mãos na cabeça que provavelmente vais perdê-los todos."
A Eurogamer, que deu a pontuação de 6/10, ficou dividida nas opiniões em relação às campanhas, chamando à de Leon "a mais forte" e "a mais próxima das raízes de sobrevivência da série", juntamente com a de Ada que tem um "sabor diversificado". No entanto mostraram-se indiferentes em relação à campanha de Jake, que "raramente delícia" enquanto que a de Chris é "a pior" e "uma corrida em terceira pessoa de segunda categoria, com intermináveis tiroteios e diálogos idiotas." Jorge Loureiro da Eurogamer Portugal foi muito crítico em relação à inclusão de três campanhas e deu a pontuação de 6/10 dizendo que a série "está a passar por uma crise de identidade e não há melhor prova disso que Resident Evil 6" e que a razão do jogo apresentar várias campanhas distintas é a prova de que a Capcom "está indecisa e que não sabe em que direção encaminhar a série" e que "ao cobrir três géneros distintos, o jogo acaba por não brilhar em nenhum deles. Resident Evil 6 é apenas um jogo satisfatório."
A revista Edge notou que os diferentes capítulos contrastam muito em qualidade uns dos outros, concluindo que "é um jogo que redefine a série com uma enorme colecção de cenários de acção, com o tema comum de ficção cientifica de horror. É um jogo tão desejoso de agradar que não consegue ter uma identidade própria." A GameSpot deu ao jogo a pontuação de 4,5/10, dizendo que enquanto o jogo tem um trabalho de vozes e uma estrutura narrativa de excelente qualidade, a jogabilidade é muito pobre e só o facto de o jogar torna-se uma tarefa dolorosa e excruciante, e conclui dizendo que "esta longa e pobre sequela é um derradeiro teste de paciência, até mesmo para o fã mais dedicado." A Destructoid deu 3/10, dizendo "Resident Evil 6 não é apenas um passo atrás na série, é um passo atrás em direcção à banalidade, um jogo de acção sem pretensões" e conclui ao dizer que "é um jogo cobarde, com medo de criar a sua marca na industria." Evan Narcisse, do Kotaku, conclui a sua análise qualificando o jogo negativamente justificando a decisão porque, apesar do jogo ter algumas mudanças interessantes, não o impedem de ser aborrecido e sem valor.
Resident Evil 6 foi muito criticado pelos jogadores recebendo muitas análises negativas. Na altura do seu lançamento contava com uma pontuação de 0.8/10 para PlayStation 3 e de 1/10 para Xbox 360 no site Metacritic. Numa entrevista ao Blog Oficial da PlayStation, Hiroyuki Kobayashi, produtor executivo de Resident Evil 6 respondeu às críticas dos fãs pouco depois do lançamento, fazendo notar as diferenças criativas que existe entre eles: "os fãs e nós, como criadores, somos os pais [...] e tal como verdadeiros pais, não estão sempre de acordo na melhor maneira de educar o seu filho", continuando a dizer que "queremos ter certeza de que o que fazemos agrada aos fãs, mas a reacção inicial poderá não ser sempre positiva. Ouvimos os fãs, mas não podemos estar sempre de acordo em cada decisão ou passo que damos ou então eu não acho que iremos fazer progresso em termos de desenvolvimento da série."

### Vendas
Pouco depois do lançamento de Resident Evil 6, a Capcom anunciou que tinha vendido cerca de 4,5 milhões de cópias, estabelecendo um novo recorde para a empresa. Também foi anunciado que a série já vendeu um total de 50 milhões de cópias até à data de outubro de 2012.
De acordo com a Capcom, as vendas "fraquejaram" depois de um começo forte, com a produtora a admitir que o jogo não iria cumprir os objectivos propostos, baixando as projecções para o seu ano fiscal.
Apesar de não ter sido bem recebido tanto pela imprensa especializada como pelos jogadores, em Abril de 2013 o jogo já tinha vendido cerca de 4.9 milhões de cópias e em Outubro do mesmo ano, já tinham sido vendidas mundialmente 5.2 milhões de unidades, tornando-se no terceiro jogo mais vendido de sempre da Capcom, depois de Resident Evil 5 e Street Fighter II.
Ate 30 de junho de 2021 o jogo vendeu 7,9 milhões para Xbox 360, PS3 sendo essa versão o sexto jogo mais vendido da Capcom. e 2,3 milhões para PS4, Xbox One.